# Muene Tshijuka
Muenetanda Mamissa Tshijuka, detta Muene (Lubumbashi, 12 maggio 1973), è un'ex cestista della Repubblica Democratica del Congo.

## Carriera
Con lo Zaire ha disputato i Giochi olimpici di Atlanta 1996.